# الوثنية العربية
هي ديانة ظهرت في شبه الجزيرة العربية خلفا للديانة الحنيفية وقبل ظهور الإسلام أسسها عمرو بن لحي الخزاعي لتنتشر قرابة القرنين وكانت الديانة الأكثر شيوعا في شبه الجزيرة العربية حيث كانت الديانة السائدة لدى أغلب القبائل العربية فقد كانت كل القبائل العربية تعتنق هذه الديانة ما عدى بعض القبائل في اليمن وفي أقصى شمال الجزيرة العربية فقد كانت تعتنق المسيحية.
ولا تعد الوثنية العربية تطورا أو انحرافا للحنيفية حيث تنص الوثنية العربية على ان الله لا یملك شیئا كما في القرآن: «و إذا قیل لهم اسجدوا للرحمن قالوا وماالرحمن»؛ وأن الأصنام هي المعبود ولكن انها تقدس منطقة الحرم في مدينة مكة المكرمة وتقدس الكعبة وكل قبيلة تحمي تلك الأماكن المقدسة.
تعد هذه الديانة ديانة منقرضة ليس لها أتباع في الوقت الراهن وقد انهارت الديانة بعد خسارة قبيلة قريش التي كانت تقود القبائل الوثنية العربية في حربها مع المسلمين بقيادة النبي محمد الذي أسس الإسلام، حيث اختتمت الحرب بسيطرة المسلمين على مكة وانهيار قبيلة قريش ثم لحقها غزوة حنين التي هزمت فيها قبيلتي هوازن وثقيف الوثنيتين العربيتين مما ادى إلى اعتناق جميع القبائل العربية للإسلام وإعلان ولائها للنبي محمد وما إن توفي النبي محمد حتى انقرضت الوثنية العربية ولم يعد لها وجود.

## التاريخ
قبل ظهور هذه الديانة كانت العرب تعتنق الحنيفية التي لم تكن تؤمن بوجود معبود سوی الله وكانت تعظم الكعبة أي قبيلة تحميها وقد نشأت في عهد النبيين إبراهيم وإسماعيل في فترة مجهولة بعيدة قبل الميلاد وفي عهد سيادة قبيلة خزاعة لمكة في فترة غير معروفة من القرن الرابع الميلادي زار عمرو بن لحي الخزاعي وهو من أسياد قبيلة خزاعة الشام بهدف التجارة فرأى جماعة يعبدون أصناما ويذبحون لها فسألهم ما هذه التي تعبدونها قالوا انها اصنام نعبدها فنسألها الرزق فترزقنا والغيث فتغيثنا والنصر فتنصرنا فقال هلا اعطيتموني صنما ليعبده العرب فأعطوه صنما يقال له هبل فقال لقومه أن اعبدوه مع الله ليكون لنا آلهة كتلك الأقوام فأطاعوه ثم صنعوا اصناما عديدة حتى زادت على 360 صنما ولمكانة قبيلة خزاعة وقتها بين قبائل العرب أطاعت تلك القبائل خزاعة فيما قامت به حتى أصبحت جل قبائل العرب على هذا الدين.
وبعد فترة حلت الحرب بين خزاعة وقريش بقيادة قصي بن كلاب على سيادة مكة والعرب فانتصرت قريش وانتقلت السيادة والتقديس والتشريع العربي من خزاعة إلى قريش وقد حاولت عدد من القبائل نزع السيادة من قريش وكانت أبرز القبائل التي فشلت في نزع السيادة من قريش هي قبيلة بني بكر واستمرت السيادة في قريش حتى انتهاء الديانة.

## الحرب مع اليهود
كان هناك حركات معارضة للوثنية العربية وأشخاص رافضون للوثنية العربية ويعتبرونها خرافة حيث انهم يرون انه من المستحيل ان تفيدنا اصنام نصنعها بايدينا ومن المستحيل أن الله الذي من عظمته ان يكون الخالق الرازق الذي خلق الكون والأرض والسماء والنجوم والكواكب وخلق البشر والحيوانات ومن ثم رزقهم مستحیل أن يكون له شريك وكان من بين المعارضين لهذه الديانة الشاعر العربي الشهير زهير بن أبي سلمى الا ان أغلب الحركات المعارضة قمعت فبقي هنلك بعض الجماعات السرية كان أبرزها العصبة التي كانت عهد السيادة القرشية والتي كانت تتكون من ورقة بن نوفل والنبي محمد وأبو بكر الصديق وزيد بن عمرو بن نوفل وآخرون والتي كانت تؤمن بوجود إله خالق رازق ليس بحاجة الا آلهة شركاء له الا ان أقوى المعارضة للوثنية العربية والتي نجحت في محو تلك الديانة هي الحركة الإسلامية بقيادة النبي محمد حيث أنه في العاشر من أغسطس عام 610م الموافق 22 رمضان عام 13 قبل الهجرة أعلن محمد بن عبد الله الهاشمي القرشي أنه رسول الله إلى الناس ليخلصهم من الشرك وعبادة الأوثان ليعبدوا الله وحده لا شريك له وكانت الدعوة سرية لكي لا تقمع مدة ثلاث سنين اعتنق فيها عدد من القرشيين والعبيد والموالي الإسلام سرا وقد زاد عددهم عن أربعين أبرزهم زوجة النبي محمد خديجة وأبو بكر الصديق وعثمان بن عفان وعلي بن أبي طالب وبلال بن رباح وغيرهم وبعد ثلاث سنوات أفصح النبي محمد عن دعوته فلقت رفضا شديدا واجتمت قريش في مقرها البرلماني دار الندوة واتفقوا على قمع هذه الدعوة بالقوة المسلحة الا أن عشيرة بني هاشم القرشية أفسدت الأمر فاعلنت أن أي اعتداء على محمد بن عبد الله الهاشمي القرشي بمثابة إعلان الحرب على العشيرة وهددت بقتل كل من يعتدي عليه فتوقفت قريش عن قرارها خشية أن تحدث حرب أهلية داخل القبيلة لكن التعذيب نال العبيد ومن ليس له عشيرة تأويه كبلال بن رباح وعمار بن ياسر الذي قتل أباه وأمه تعذيبا وبسبب التذيب هاجر نفر من المسلمين إلى الحبشة طالبين اللجوء السياسي من ملكها أكسمة بن أبجر والذي رفض تسليم اللاجئين إلى السلطات القرشية.
انتشر الإسلام بين القرشيين وقبائل العرب واستمرت الدعوة بالانتشار منذ الإفصاح عنها عشر سنوات الا ان عزمت قريش على قتل النبي محمد بطريقة تمنع قريش من الانتقام وهي ان تاخذ من كل عشيرة رجل فيقتلون النبي محمد ضربة رجل واحد فتعجز بني هاشم عن الانتقام ولكن الخطة فشلت ثم لحقها هجرة النبي محمد وجل أنصاره إلى المدينة المنورة التي كانت تسمى يثرب وذلك لاعتناق قبيلتي الأوس والخزرج التان كانتا تسكن المدينة الإسلام فتأسست الدولة الإسلامية أو الكيان الإسلامي وما إن شكلت تلك الدولة حتى قامت الحرب بينها وبين قريش فحدثت الغزوة الأولى بين الطرفين وهي غزوة بدر والتي حقق فيها المسلمين نصرا ساحقا على قريش ومن ثم غزوة أحد التي انتقمت قريش فيها من هزيمتها ببدر واستمرت الحرب صولات وجولات إلى أن اعلت قريش بتنسيق يهودي قيام تحالف دولي لضرب دولة الإسلام والقضاء عليها وشارك في التحالف الذي عرف باسم الأحزاب كلا من قريش وغضفان وأسد وغيرها من القبائل وفرض الحصار على المدينة والذي فشل بعد فترة من استمراره وبعد فشل الحصار الدولي حدث صلح الحديبية بين المسلمين والقرشيين والذي استمر لعامين إلا أن قريشا نقضت الصلح عام الثامن للهجرة فسقطت الدولة القرشية بلا مقاومة وحطمت الأصنام جميعها وبعد فتح مكة حدثت غزوة حنين مع قبيلتي هوازن وثقيف والتي كاد المسلمين أن يخسروها الا انهم نجحوا في قلب موازين المعركة ومن ثم اسلمت القبائل تباعا حتى انقرضت تلك الديانة بالكامل.